# Seleção Cazaque de Voleibol Feminino
A Seleção Cazaque de Voleibol Feminino é uma equipe nacional asiática de voleibol que representa o Cazaquistão nas competições internacionais. É regulamentada mantida pela Federação de Voleibol da República do Cazaquistão (KVF) e atualmente ocupa a 21ª posição no ranking mundial da FIVB. Ao contrário do futebol, onde faz parte do bloco de seleções da Europa (UEFA), no voleibol é filiado a Confederação Asiática (AVC).

## História
Com o fim da Seleção Soviética após a dissolução do país em 1991, jogadoras cazaques passaram a competir por sua seleção independente. Na primeira competição oficial, em 1995, obtiveram o quinto lugar no Campeonato Asiático, disputado na China.
A partir da década de 2000, o voleibol feminino do Cazaquistão conseguiu seus resultados mais expressivos. Em 2005 conquistou o vice-campeonato asiático após perder apenas para a China durante toda a competição (duas derrotas por 3 sets 0 na fase de grupos e na final). Entre as competições mais importantes do esporte são duas participações no Campeonato Mundial (2006 e 2010) e a classificação para os Jogos Olímpicos de 2008, em Pequim.

## Principais resultados

### Jogos Olímpicos
| Ano  | Sede   | Colocação |
| ---- | ------ | --------- |
| 2008 | Pequim | 9º        |

### Campeonato Mundial
| Ano  | Sede   | Colocação |
| ---- | ------ | --------- |
| 2006 | Japão  | 19º       |
| 2010 | Japão  | 21º       |
| 2014 | Itália | 15º       |

### Campeonato Asiático
| Ano  | Sede          | Colocação |
| ---- | ------------- | --------- |
| 1993 | China         | 5º        |
| 1999 | Hong Kong     | 9º        |
| 2003 | Vietnã        | 7º        |
| 2005 | China         | 2º        |
| 2007 | Tailândia     | 5º        |
| 2009 | Vietnã        | 5º        |
| 2011 | Taipé Chinesa | 9º        |
| 2013 | Tailândia     | 5º        |
| 2015 | China         | 7º        |
| 2017 | Filipinas     | 7º        |

### Grand Prix
| Ano  | Sede     | Colocação |
| ---- | -------- | --------- |
| 2007 | Ningbo   | 10º       |
| 2008 | Yokohama | 12º       |
| 2011 | Macau    | 15º       |
| 2013 | Sapporo  | 17º       |
| 2014 | Tóquio   | 24º       |
| 2015 | Omaha    | 26º       |
| 2016 | Bancoque | 22º       |
| 2017 | Nanquim  | 24º       |

### Copa do Mundo
A seleção cazaque nunca participou da Copa do Mundo.

### Copa dos Campeões
A seleção cazaque nunca participou da Copa dos Campeões.

### Jogos Asiáticos
| Ano  | Sede    | Colocação |
| ---- | ------- | --------- |
| 1998 | Bangcoc | 6º        |
| 2002 | Busan   | 6º        |
| 2006 | Doha    | 6º        |
| 2010 | Cantão  | 3º        |
| 2014 | Incheon | 6º        |

### Copa Asiática
| Ano  | Sede        | Colocação |
| ---- | ----------- | --------- |
| 2010 | China       | 5º        |
| 2012 | Cazaquistão | 3º        |
| 2014 | China       | 3º        |
| 2016 | Vietnã      | 2º        |